# Halde (Schonwald)
Das Gebiet Halde ist ein mit Verordnung vom 19. Dezember 2003 durch die Körperschaftsforstdirektion Tübingen ausgewiesener Schonwald (Schutzgebiet-Nummer 200036) in Baden-Württemberg.

## Lage
Das Schutzgebiet liegt sich zwischen Regglisweiler und Dietenheim. Es liegt im Staatswald Ulm in einem Teil der Abt. 1 des Distrikts 26 „Neuhauser Wald“ und umfasst eine Teilfläche des Flurstücks 2182 auf Gemarkung Dietenheim, Stadt Dietenheim.
Der Schonwald liegt vollständig im Landschaftsschutzgebiet Dietenheim.
Der nördliche Teil des Schonwalds gehört zum FFH-Gebiet Donau zwischen Munderkingen und Ulm und nördliche Iller und der Wassergraben Remboldwiese beginnt im Schutzgebiet.

## Vegetation
Im Schonwald kommen laut Waldbiotopkartierung die folgenden Pflanzen vor:
Berg-Ahorn, Gemeine Schafgarbe, Ähriges Christophskraut, Moschuskraut, Giersch, Hundspetersilie, Kriechender Günsel, Spitzlappiger Frauenmantel,
Wald-Engelwurz, Wiesen-Kerbel, Gewöhnlicher Glatthafer, Beifuß, Wald-Geißbart, Wald-Zwenke, Rundblättrige Glockenblume, Nesselblättrige Glockenblume,
Zittergras-Segge, Wald-Segge, Gemeine Hainbuche, Großes Hexenkraut, Acker-Kratzdistel, Kohldistel, Gewöhnliche Kratzdistel, Gewöhnliche Waldrebe,
Hohler Lerchensporn, Gemeine Hasel, Gewöhnliches Knäuelgras, Echter Seidelbast, Rasen-Schmiele, Draht-Schmiele, Gewöhnlicher Dornfarn,
Echter Wurmfarn, Zottiges Weidenröschen, Rosenrotes Weidenröschen, Breitblättrige Stendelwurz, Acker-Schachtelhalm, Wald-Schachtelhalm,
Riesen-Schachtelhalm, Rotbuche, Riesen-Schwingel, Mädesüß, Gemeine Esche, Gewöhnliche Goldnessel, Gemeiner Hohlzahn, Kletten-Labkraut,
Rundblatt-Labkraut, Wald-Labkraut, Moor-Labkraut, Ruprechtskraut, Wald-Storchschnabel, Echte Nelkenwurz, Gemeiner Efeu, Echtes Johanniskraut,
Großes Springkraut, Wald-Witwenblume, Gemeiner Rainkohl, Europäische Lärche, Wiesen-Platterbse, Deutsches Weidelgras, Rote Heckenkirsche,
Hain-Gilbweiderich, Gewöhnlicher Gilbweiderich, Schattenblumen, Hopfenklee, Wiesen-Wachtelweizen, Nickendes Perlgras, Rossminze,
Mauerlattich, Roter Zahntrost, Wald-Sauerklee, Einbeere, Schilfrohr, Gemeine Fichte, Breitwegerich, Einjähriges Rispengras, Hain-Rispengras,
Hohe Schlüsselblume, Kleine Braunelle, Geflecktes Lungenkraut, Stieleiche, Roteiche, Wolliger Hahnenfuß, Kriechender Hahnenfuß, Himbeere,
Sal-Weide, Schwarzer Holunder, Roter Holunder, Gemüse-Gänsedistel, Vogelbeere, Wald-Ziest, Winterlinde, Gewöhnlicher Klettenkerbel,
Mittlerer Klee, Große Brennnessel, Echter Ehrenpreis, Zaun-Wicke, Kleines Immergrün, Wald-Veilchen.

## Schutzzweck
Der Schutzzweck des Schonwalds ist gemäß Schutzgebietsverordnung
- Erhalt der artenreichen und naturnahen, oft strauchreichen Laubwaldgesellschaften mit artenreicher Bodenvegetation, die meist aus ehemaligen Mittelwäldern, seltener aus Weide- oder Schälwäldern, hervorgegangen sind;
- Sicherung des genetischen Potenzials der Laubwaldgesellschaften, insbesondere der z. T. seltenen, autochthonen Laubbaumarten;
- Habitatsicherung für die im jeweiligen Laubwald typischen und seltenen Arten von Flora und Fauna.

## Betreuung
Wissenschaftlich betreut wird der Schonwald durch die Forstliche Versuchs- und Forschungsanstalt Baden-Württemberg (BVA).